# Westerstetten
Westerstetten är en kommun (tyska Gemeinde) i Alb-Donau-Kreis i förbundslandet Baden-Württemberg i Tyskland. Folkmängden uppgår till cirka 2 200 invånare, på en yta av 13,1 kvadratkilometer.
Kommunen ingår i kommunalförbundet Dornstadt tillsammans med kommunerna Dornstadt och Beimerstetten.

## Befolkningsutveckling
| Befolkningsutvecklingen i Westerstetten 1975–2015 | Befolkningsutvecklingen i Westerstetten 1975–2015 | Befolkningsutvecklingen i Westerstetten 1975–2015 | Befolkningsutvecklingen i Westerstetten 1975–2015 | Befolkningsutvecklingen i Westerstetten 1975–2015 |
| ------------------------------------------------- | ------------------------------------------------- | ------------------------------------------------- | ------------------------------------------------- | ------------------------------------------------- |
|                                                   |                                                   |                                                   |                                                   |                                                   |
| År                                                |                                                   |                                                   | Folkmängd                                         | Areal (ha)                                        |
| 1975                                              | 1975                                              |                                                   | 1 561                                             | 1 309                                             |
| 1980                                              | 1980                                              |                                                   | 1 661                                             |                                                   |
| 1985                                              | 1985                                              |                                                   | 1 751                                             |                                                   |
| 1990                                              | 1990                                              |                                                   | 1 900                                             |                                                   |
| 1995                                              | 1995                                              |                                                   | 2 022                                             |                                                   |
| 2000                                              | 2000                                              |                                                   | 2 057                                             |                                                   |
| 2005                                              | 2005                                              |                                                   | 2 213                                             |                                                   |
| 2010                                              | 2010                                              |                                                   | 2 203                                             |                                                   |
| 2015                                              | 2015                                              |                                                   | 2 167                                             |                                                   |
|                                                   |                                                   |                                                   |                                                   |                                                   |